# Svarttorps distrikt
Svarttorps distrikt är ett distrikt i Jönköpings kommun och Jönköpings län. 
Distriktet ligger i östra delen av kommunen. 

## Tidigare administrativ tillhörighet
Distriktet inrättades 2016 och utgörs av socknen Svarttorp i Jönköpings kommun.
Området motsvarar den omfattning Svarttorps församling hade vid årsskiftet 1999/2000.